# Okres Sabinov
Okres Sabinov je jedním z okresů Slovenska. Leží v Prešovském kraji, v jeho středozápadní části. Na severu hraničí s okresem Stará Ľubovňa a Bardejov, na jihu s okresem Prešov, okresem Levoča a na západě ještě s okresem Kežmarok.

## Statistické údaje
Národnostní složení:
- Slováci 92 %
- Romové 6,2 %

Vyznání:
- Římští katolíci 83,4 %
- Řečtí katolíci 10,4 %
- Evangelíci 1,2 %
- Pravoslavní 0,9 %
- bez vyznání 1.9 %